# 李琼 (杭州)
李琼（?—?），宋朝杭州仁和县（今属浙江省杭州市）人。
李琼以卖缯（丝织品）为生业，他事奉母亲非常孝顺，夜间经常起身十余次来探视老母。他的母亲喜欢吃应时新鲜的食物，李琼则千方百计地访求购买，得到后愿意支付十倍的价钱来酬谢其值。